# 平卧白珠
平卧白珠（学名：Gaultheria prostrata）是杜鹃花科白珠树属的植物。分布于中国大陆的云南等地，生长于海拔4,800米的地区，见于山坡上，目前尚未由人工引种栽培。